# سترادووو
سترادووو (به صربی: Stradovo) یک منطقهٔ مسکونی در صربستان است که در نووی پازار واقع شده‌است.